# Nur in der Wiener Luft

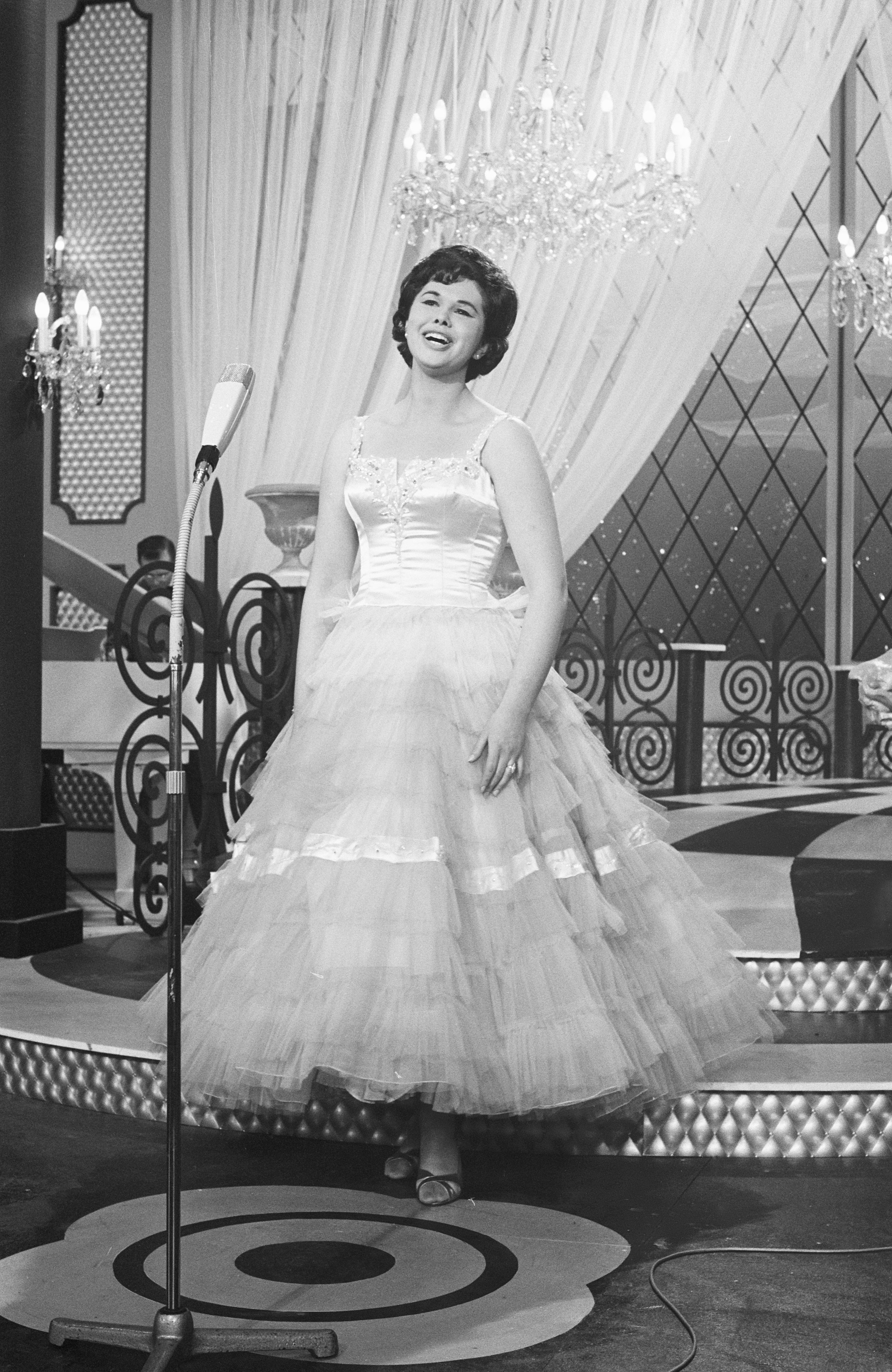
Eleonore Schwarz, intérprete de la canción, durante un ensayo del Festival de la Canción de Eurovisión 1962.

«Nur in der Wiener Luft» —[nuːɐ̯ ʔɪn deːɐ̯ ˈviː.nɛr lʊft]; en español: «Solo en el aire vienés»— es una canción compuesta por Bruno Uher e interpretada en alemán por Eleonore Schwarz. Fue elegida para representar a Austria en el Festival de la Canción de Eurovisión de 1962 mediante una elección interna.

## Festival de la Canción de Eurovisión 1962
Esta canción fue la representación austríaca en el Festival de Eurovisión 1962. La orquesta fue dirigida por Bruno Uher, también compositor de la canción.
La canción fue interpretada 4ª en la noche del 18 de marzo de 1962 por Eleonore Schwarz, precedida por España con Victor Balaguer interpretando «Llámame» y seguida por Dinamarca con Ellen Winther interpretando «Vuggevise». Al final de las votaciones, la canción no había recibido ningún punto, siendo uno de los cuatro países que no estrenaron el marcador ese año, y quedando en 13.er puesto de 16.
Fue sucedida como representación austríaca en el Festival de 1963 por Carmela Corren con «Vielleicht geschieht ein Wunder».

## Letra
La canción habla de la belleza de la capital austríaca, Viena, que todos los jóvenes vieneses conocen y sienten. También habla de la magia de la ciudad, que hace que surjan el vals y canciones.